# Vokzal dlja dvoich
Vokzal dlja dvoich (Вокзал для двоих) è un film del 1982 diretto da Ėl'dar Aleksandrovič Rjazanov.

## Trama
Il film racconta la barista della stazione Vera e il pianista Platon, che si sono incontrati nella città di Zastupinsk, a seguito della quale Vera ha perso il suo fidanzato, ma ha trovato il vero amore.